# Кардиогенный шок
Кардиоге́нный шок — крайняя степень левожелудочковой недостаточности, характеризующаяся резким снижением сократительной способности миокарда (падением ударного и минутного выброса), которое не компенсируется повышением сосудистого сопротивления и приводит к неадекватному кровоснабжению всех органов и тканей, прежде всего — жизненно важных органов. Чаще всего он развивается как осложнение инфаркта миокарда, реже миокардита или отравления кардиотоксическими субстанциями. Есть четыре механизма, вызывающих шок:
- Расстройство насосной функции сердечной мышцы;
- Тяжёлые нарушения сердечного ритма;
- Тампонада желудочков выпотом или кровотечением в сердечную сумку;
- Массивная тромбоэмболия лёгочной артерии как особая форма кардиогенного шока.

## Этиология
Как правило, он возникает при обширном инфаркте миокарда на фоне поражения венечных артерий. Шок развивается при вовлечении более 40 % массы миокарда левого желудочка, наблюдается у 5-20 % больных с инфарктом.
Иные причины:
- Острый миокардит
- Выраженный, остро возникший аортальный или митральный стеноз
- Выраженная, остро возникшая аортальная или митральная недостаточность
- Разрыв межжелудочковой перегородки
- Аритмии

## Факторы риска
- Обширный трансмуральный инфаркт миокарда (по данным ЭКГ инфарктные изменения в 8-9 отведениях; большая зона акинезии по данным ЭхоКГ)
- Повторные инфаркты миокарда, особенно инфаркты с нарушением ритма и проводимости
- Зона некроза, равная или превышающая 40 % массы миокарда левого желудочка
- Падение сократительной функции миокарда
- Снижение насосной функции сердца в результате процесса ремоделирования, начинающегося в первые часы и дни после начала развития острой коронарной окклюзии
- Тампонада сердца
- Пожилой возраст
- Сахарный диабет

## Патогенез
Тяжёлое нарушение сократительной функции миокарда с дополнительным присоединением факторов, усугубляющих ишемию миокарда.
- Падение сердечного выброса и снижения артериального давления → активация симпатической нервной системы → учащение ритма сердца и усиление сократительной деятельности миокарда → увеличение потребности сердца в кислороде.
- Снижение почечного кровотока → задержка жидкости и увеличение объёма циркулирующей крови → рост преднагрузки на сердце → отёк лёгких и гипоксемия.
- Вазоконстрикция → увеличение общего периферического сосудистого сопротивления → увеличение постнагрузки на сердце, увеличение потребности миокарда в кислороде.
- Нарушение наполнения и снижение податливости левого желудочка → нарушение диастолического расслабления левого желудочка → увеличение давления в левом предсердии, усиление застоя крови в лёгких.
- Длительная гипоперфузия органов и тканей → метаболический ацидоз.

## Клинические проявления
- Артериальная гипотензия — систолическое артериальное давление менее 90 мм рт. ст. или на 30 мм рт. ст. ниже обычного уровня в течение 30 мин и более. Сердечный индекс менее 1,8-2 л/мин/м².
- Нарушение периферической перфузии почек — олигурия, бледность кожи, повышенная влажность
- Центральная нервная система — загруженность, сопор.
- Отёк лёгких как проявление левожелудочковой недостаточности.

При обследовании больного обнаруживают холодные конечности, нарушение сознания, артериальную гипотензию (среднее артериальное давление ниже 50-60 мм рт. ст.), тахикардию, глухие тоны сердца, олигурию (менее 20 мл/час). При аускультации лёгких могут быть выявлены влажные хрипы.

## Дифференциальная диагностика
Необходимо исключить другие причины артериальной гипотензии: гиповолемию, вазовагальные реакции, электролитные нарушения (например, гипонатриемию), побочные эффекты лекарств, аритмии (например, пароксизмальные наджелудочковые и желудочковые тахикардии).

## Лечение
Кардиогенный шок — неотложное состояние, необходимо экстренное проведение лечебных мероприятий. Основная цель терапии — повышение артериального давления.
- Купирование ангинозного статуса
- Повышение сократительной функции миокарда
- Устранение гиповолемии
- Нормализация артериального давления
- Нормализация реологических свойств крови
- Восстановление нарушений ритма и проводимости сердца
- Коррекция кислотно-щелочного равновесия[1]

### Лекарственная терапия
Артериальное давление следует повышать до 90 мм рт. ст. и выше. Используют следующие лекарственные средства, которые предпочтительнее вводить через дозаторы:
- Добутамин (селективный b1-адреномиметик с положительным инотропным эффектом и минимальным положительным хронотропным эффектом, то есть эффект увеличения ЧСС выражен незначительно) в дозе 2,5-10 мкг/кг/мин
- Допамин (обладает более выраженным положительным хронотропным эффектом, то есть может увеличить ЧСС и соответственно потребность миокарда в кислороде, несколько усугубив тем самым ишемию миокарда) в дозе 2-10 мкг/кг/мин с постепенным увеличением дозы каждые 2-5 мин до 20-50 мкг/кг/мин
- Норэпинефрин в дозе 2-4 мкг/мин (до 15 мкг/мин), хотя он, наряду с усилением сократимости миокарда, в значительной степени увеличивает ОПСС, что также может усугубить ишемию миокарда.

### Хирургические способы лечения
Внутриаортальная баллонная контрпульсация (механическое нагнетание крови в аорту при помощи раздуваемого баллона во время диастолы, что способствует увеличению кровотока в венечных артериях). Проводят при наличии соответствующего оборудования и неэффективности лекарственного лечения кардиогенного шока.
Чрескожная транслюминальная коронарная ангиопластика — восстановление проходимости венечных артерий с её помощью в первые 4-8 ч от начала инфаркта не только сохраняет миокард, но и прерывает порочный круг патогенетических механизмов кардиогенного шока.

### Наблюдение
При кардиогенном шоке рекомендуется постоянный контроль АД, ЧСС, диуреза (постоянный мочевой катетер), давления заклинивания лёгочных капилляров (баллонный катетер в лёгочной артерии), а также контроль сердечного выброса с помощью ЭхоКГ или методом радионуклидной ангиографии.

## Прогноз
Смертность при кардиогенном шоке составляет 90 %.